# 有限生成群

位数8の二面体群は二つの生成元を持ち、この巡回図式で表される。

代数学における有限生成群（ゆうげんせいせいぐん、英: finitely generated group）は、適当な有限部分集合 S を生成系とする群 G を言う。すなわち有限生成群 G の任意の元は、S ∪ S−1（有限集合 S とそれに属する元の逆元の集合 S−1 の合併）の有限個の元の積に書ける。
定義により任意の有限群 G は有限生成である（S = G ととればよい）。任意の有限生成無限群は可算でなければならないが、任意の可算群は必ずしも有限生成でない。実際、有理数全体の成す加法群 Q は有限生成でない可算群の例を与える。
有限生成群の任意の剰余群はまた有限生成である。有限生成群の部分群は有限生成とは限らない。

## 巡回群
単生群すなわちただ一つの元で生成される群は巡回群とも呼ばれる。任意の無限巡回群は整数全体の成す加法群 Z に同型である。
群が局所巡回的であるとは、任意の有限生成部分群が単生なるときに言う。有理数の加法群 Q は巡回群でない局所巡回群の例を与える。任意の局所巡回群はアーベル群である。任意の有限生成局所巡回群は巡回群である。

## 有限生成アーベル群

六つある 1 の複素六乗根の全体は複素数の積に関して位数 6 の巡回群を成す。

任意のアーベル群は有理整数環 Z 上の加群と見ることができ、生成系 {x1, …, xn} を持つ有限生成アーベル群 G は、その任意の元 x をそれら生成元の整係数線型結合
x = α1⋅x1 + α2⋅x2 + ⋯ + αn⋅xs
（α1, …, αn は適当な整数）として書くことができる。
有限生成アーベル群の基本定理は、有限生成アーベル群が有限階の自由アーベル群と有限アーベル群の直和に分解できて、各直和因子が同型を除いて一意となることを述べるものである。

## 部分群
有限生成群の部分群は必ずしも有限生成に限らない。二元生成自由群 F2 の交換子部分群は有限生成群の有限生成でない部分群の例を与える。
有限生成群の指数有限な部分群は常に有限生成であり、またシュライアー指数公式はそのような部分群に対して必要な生成元の数の上限を与える。
Howson (1954)は自由群の二つの有限生成部分群の交わりがふたたび有限生成となることを示した。より精確には、二つの有限生成部分群の生成元の数をそれぞれ m, n とするとき、それら部分群の交わりは高々 2mn − m − n + 1 個の生成元で生成される。この上界の値はハンナ・ノイマンによって 2(m − 1)(n − 1) + 1 まで著しく改善された（ハンナ・ノイマン予想を参照）。
群の部分群束が昇鎖条件を満足するための必要十分条件は、その群の任意の部分群が有限生成になることである。任意の部分群が有限生成となる群はネーター的であると言う。
任意の有限生成部分群が有限となる群は局所有限であると言う。任意の局所有限群はねじれ群、すなわち任意の元が位数有限となる群である。逆に、任意のねじれアーベル群は局所有限である。

## 幾何学的群論
幾何学的群論は、有限生成群の代数的性質と、そのような群が作用する空間の幾何学的および位相的性質との間の関連性の研究である。

## 関連概念
有限生成群の語の問題は、群の生成元からなる二つの語がいつその群の同じ元を定めるかを問う決定問題である。与えられた有限生成群に対する語の問題が解けるための必要十分条件は、その群が任意の代数閉群に埋め込めることである。
群の階数はしばしば、その群の生成系の濃度のうち最小のものと定義される。定義により、有限生成群の階数は有限である。

## 注
1. ↑  Gregorac, Robert J.. “A note on finitely generated groups”.   American Mathematical Society. 2015年10月9日閲覧。
2. ↑  Rose (2012), p. 52.
3. ↑  Rose (2012), p. 54.
4. ↑  Rose (2012), p. 55.
5. ↑  Howson, A. G. (1954). “On the intersection of finitely generated free groups”. Journal of the London Mathematical Society 29:  428–434. doi:10.1112/jlms/s1-29.4.428.
6. ↑  Rose (2012), p. 75.